# Chionomys
Chionomys är ett släkte i familjen hamsterartade gnagare med tre arter som förekommer i södra Europa och västra Asien. De räknades tidigare till släktet åkersorkar (Microtus). IUCN listar alla tre som livskraftig (LC).

## Arter, utbredning och habitat
- Chionomys nivalis förekommer i bergskedjor i södra Europa (till exempel Pyrenéerna och Alperna) samt österut till Anatolien och Iran.
- Chionomys roberti hittas i västra Kaukasus.
- Chionomys gud lever i Kaukasus.

Dessa sorkar lever i klippiga områden som ligger 500 till 4 700 meter över havet. Områdena kan vara bergsängar eller öppna barrskogar. Sällan vandrar de till låglandet.

## Utseende
Arterna är jämförelsevis stora sorkar och svansen blir nästan lika lång som övriga kroppen. De når en kroppslängd (huvud och bål) av 90 till 156 mm, en svanslängd av 50 till 108 mm och en vikt mellan 29 och 78 gram. Bakfötterna är 17 till 27 mm långa och öronen når en längd på 13 till 20 mm. Pälsen är mjuk och fin, morrhåren är minst 35 mm långa. Honor har fyra par spenar. Pälsen färg varierar mellan arterna men är allmänt grå- eller brunaktig på ovansidan samt ljusare grå, brun eller vit på undersidan.

## Ekologi
Dessa sorkar kan vara aktiva på dagen och på natten. Födan utgörs av gräs, örter och frön. Ibland hittas upp till 80 individer på en hektar men de bildar inga större kolonier. Mellan april och oktober kan honor ha tre kullar med två till fyra ungar. Dräktigheten varar ungefär 21 dagar och ungarna dias cirka tre veckor. De blir under första levnadsåret könsmogna.